# Sielsowiet szeptuchowski
Sielsowiet szeptuchowski (ros. Шептуховский сельсовет) – jednostka administracyjna (osiedle wiejskie) wchodząca w skład rejonu korieniewskiego w оbwodzie kurskim w Rosji.
Centrum administracyjnym sielsowietu jest wieś (ros. село, trb. sieło) Szeptuchowka.

## Geografia
Powierzchnia sielsowietu wynosi 137,66 km².

## Historia
Status i granice sielsowietu zostały określone ustawami z 2004 roku i z 2010 roku.

## Demografia
W 2017 roku sielsowiet zamieszkiwało 1409 osób.

## Miejscowości
W skład sielsowietu wchodzą miejscowości: Szeptuchowka, Aleksiejewskij, Kauczuk, Michajłowka, Mordwin, Obszczij Kołodieź, Pietrowskoje, Safonowka, Skrylewka.